# Austrigusa
Austrigusa ou Ostrogoda foi uma rainha lombarda do século VI, filha de um rei gépida desconhecido. Tornou-se a segunda esposa do rei Vacão (r. 510–539) e foi mãe das princesas Visigarda, que casar-se-ia com Teodeberto I da Austrásia (r. 533–548), e Vuldetrada, que casar-se-ia com Teodebaldo da Austrásia (r. 547/548–555) e depois com Garibaldo I da Baviera (r. 555–591).